# Jean-Pierre Chevènement

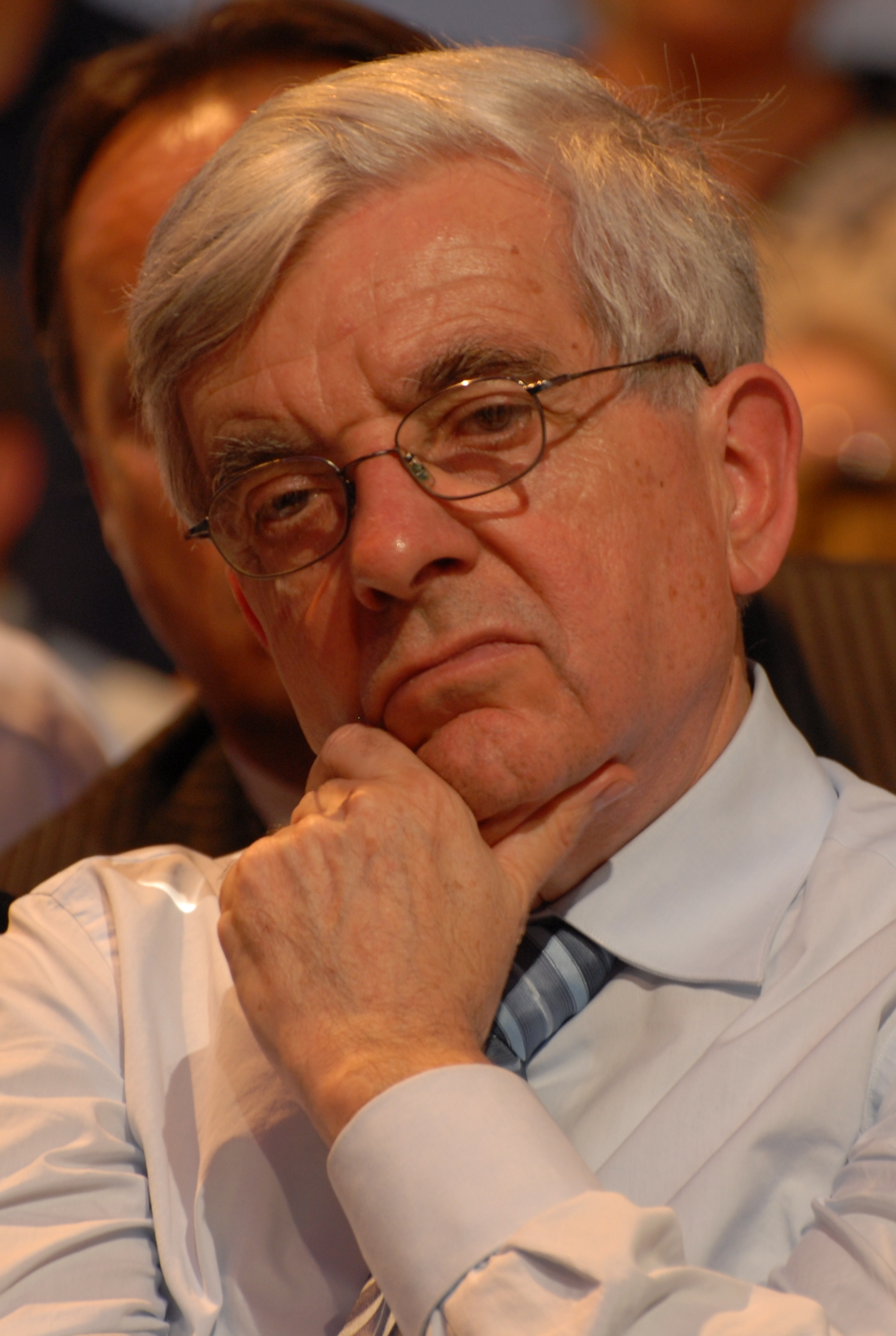
Jean-Pierre Chevènement (Toulouse, 2007)

Jean-Pierre Chevènement (Belfort, 9 maart 1939) is een Franse politicus.
Chevènement was in 1971 een van de mede-oprichters van de Franse Socialistische Partij en bekleedde sindsdien talloze politieke functies in zowel de lokale, regionale als landelijke politiek. In de jaren tachtig en negentig was hij diverse keren minister in linkse regeringen.
Aan het begin van de jaren negentig verliet hij de PS en richtte een nieuwe politieke beweging op, Le Mouvement des Citoyens. Chevènement is een eurosceptisch politicus en wordt geregeld een linkse nationalist genoemd. In 2000 trad hij af als minister van Binnenlandse Zaken omdat hij problemen had met de in zijn ogen te toegeeflijke houding van de regering Jospin ten opzichte van bewegingen die streven naar meer autonomie voor Corsica.
In 2002 lag hij aan de basis van een nieuw politiek initiatief, Le Mouvement Républicain et Citoyen (MRC) en was hij kandidaat bij de presidentsverkiezingen. In de media werd Chevènement getipt als iemand die voor een grote verrassing zou kunnen zorgen en door zou kunnen dringen tot de tweede ronde. De verkiezingen liepen voor Chevènement met 5,3 procent van de stemmen op een teleurstelling uit.
Begin 2005 voerde hij naast politici zoals Olivier Besancenot, Philippe de Villiers en Jean-Marie Le Pen fel en succesvol campagne tegen het Verdrag tot vaststelling van een Grondwet voor Europa, dat net zoals in Nederland door een meerderheid van de bevolking per referendum werd verworpen.
Eind 2006 besloot hij om niet als onafhankelijke kandidaat aan de presidentsverkiezingen in 2007 deel te nemen, maar de campagne van de socialistische presidentskandidate Ségolène Royal te ondersteunen. Een beslissing die in Frankrijk opzien baarde, aangezien Ségolène Royal en haar toenmalige partner François Hollande tot de meest enthousiaste voorstanders van het Europese grondwetsverdrag behoorden.
In 2017 tekende hij, samen met sociaal-geograaf Christophe Guilluy en 14 andere vooraanstaanden een opiniestuk in Le Figaro onder de titel Europe: la supranationalité a échoué, faisons confiance aux nations (“De supranationaliteit heeft gefaald, laten we vertrouwen schenken aan de natiestaat”).